# World Series 1952
Le World Series 1952 sono state la 49ª edizione della serie di finale della Major League Baseball al meglio delle sette partite tra i campioni della National League (NL) 1952, i Brooklyn Dodgers e quelli della American League (AL), i New York Yankees. A vincere il loro quindicesimo titolo furono gli Yankees per quattro gare a tre.
Questo fu il quarto di una serie record di cinque trionfi consecutivi per gli Yankees. In gara 7, il seconda base degli Yankees Billy Martin prese una palla al volo che salvò la partita e il titolo per la sua squadra. Inoltre, in gara 6 Mickey Mantle batté il primo di un record di 18 fuoricampo in carriera nelle World Series.

## Sommario

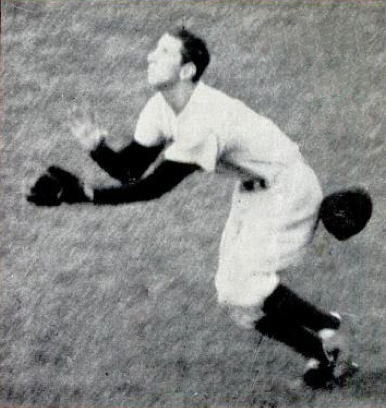
La presa di Billy Martin che salvò la partita in gara 7

New York ha vinto la serie, 4-3.
| Gara | Data       | Risultato                                              | Stadio         | Tempo | Pubblico |
| ---- | ---------- | ------------------------------------------------------ | -------------- | ----- | -------- |
| 1    | 1º ottobre | New York Yankees – 2, Brooklyn Dodgers – 4             | Ebbets Field   | 2:21  | 34.861   |
| 2    | 2 ottobre  | New York Yankees – 7, Brooklyn Dodgers – 1             | Ebbets Field   | 2:47  | 33.792   |
| 3    | 3 ottobre  | Brooklyn Dodgers – 5, New York Yankees – 3             | Yankee Stadium | 2:56  | 66.698   |
| 4    | 4 ottobre  | Brooklyn Dodgers – 0, New York Yankees – 2             | Yankee Stadium | 2:33  | 71.787   |
| 5    | 5 ottobre  | Brooklyn Dodgers – 6, New York Yankees – 5 (11 inning) | Yankee Stadium | 3:00  | 70.536   |
| 6    | 6 ottobre  | New York Yankees – 3, Brooklyn Dodgers – 2             | Ebbets Field   | 2:56  | 30.037   |
| 7    | 7 ottobre  | New York Yankees – 4, Brooklyn Dodgers – 2             | Ebbets Field   | 2:54  | 33.195   |

## Hall of Famer coinvolti
- Yankees: Casey Stengel (man.), Yogi Berra, Mickey Mantle, Johnny Mize, Phil Rizzuto
- Dodgers: Roy Campanella, Pee Wee Reese, Jackie Robinson, Duke Snider